# Unternehmergesellschaft (haftungsbeschränkt) & Co. KG
Die Unternehmergesellschaft (haftungsbeschränkt) & Co. KG oder UG (haftungsbeschränkt) & Co. KG ist im deutschen Recht eine Sonderform der Kommanditgesellschaft (KG) und somit eine Personengesellschaft.
Anders als bei einer typischen Kommanditgesellschaft ist der persönlich haftende Gesellschafter (Komplementär) keine natürliche Person, sondern eine Unternehmergesellschaft (haftungsbeschränkt).
Ziel dieser gesellschaftsrechtlichen Konstruktion ist es, Haftungsrisiken für die hinter der Gesellschaft stehenden Personen auszuschließen oder zu begrenzen. Die für die UG (haftungsbeschränkt) vorgeschriebene Rücklagenbildung kann vermieden werden, wenn die wirtschaftliche Tätigkeit ausschließlich in der KG stattfindet und die UG (haftungsbeschränkt) keine nachhaltigen Gewinne erzielt.
Diese Rechtsform wird dann gewählt, wenn steuerlich eine gewerbliche Prägung zur Sicherung von Betriebsvermögen angestrebt wird, jedoch die Gesellschafter für die Komplementärin keine Liquidität zur Verfügung stellen möchten. Dies kann beispielsweise bei einer Familiengesellschaft zur Verwaltung von Grundbesitz im Betriebsvermögen der Fall sein.